# Estat del Delta
L'Estat del Delta és un estat de Nigèria situat al delta del riu Níger. Hi viuen diferents subgrups igbos com els enuanis, els ukwanis, els ndokwes i els ikes, que es refereixen col·lectivament com Aniomes, a més de grups ètnics del delta com els urhobos, itsekiris, ijaws i isokos. Els grups ètnics s'agrupen en tres districtes senatorials amb funcions administratives: Delta North, Delta South i Delta Central.
L'Estat del Delta és productor de petroli i de productes agrícoles i està situat a la zona geo-política Sud-Sud del país i té una població de 4.098.291 habitants (homes: 2.674.306; dones: 2.024.085). El ministre nigerià de Finances i Economia i antic director del Banc Mundial, Ngozi Okonjo-Iweala és de l'estat del Delta. La seva capital és Asaba, ciutat situada a l'extrem septentrional de l'estat. La ciutat d'Ogwashi-Uku n'és la capital industrial i Warri és un important centre del sud de l'estat. L'estat del Delta té una superfície total de 16.842 quilòmetres quadrats.

## Geografia
L'estat del Delta està situat al sud de Nigèria. Té una superfície de 17.698 quilòmetres quadrats, el 60% de les quals és superfície terrestre. És fronterer al nord amb l'Estat d'Edo, a l'est amb Anambra,i al sud-est amb Bayelsa i al sud amb el Golf de Benin. L'estat del Delta té uns 160 quilòmetres de costa. El territori de l'estat és pla i no té muntanyes remarcables i forma part del delta del Níger.

### Geologia i relleu
L'estat del Delta és una part del Delta del Níger i la majoria del seu terreny és sediments del riu. El seu relleu és fonamentalment planer.

### Clima
L'estat del Delta està situat en la zona tropical. Té un clima que varia des del tropical humit, al sud i un clima sub-humit al nord-est. A les zones costaneres hi ha una pluviositat de 266,5 mm anuals. El mes amb una pluviositat més accentuada és el juliol. El sud de l'estat és menys calorós que el nord.

### Vegetació
La vegetació varia des de pantans de manglars a la zona costanera, passant per boscos verds al centre de l'estat i sabana al nord-est.

### Recursos naturals
A l'Estat del Delta hi ha diversos dipòsits minerals: diòxid de silici, lignit, caolinita, arenes petrolíferes, pedra calcària, materials utilitzats per les indústries com la construcció de maó, ceràmica, vidre i creta, a més de petroli.

### Problemes ecològics
Els problemes ecològics més importants de l'estat del Delta són l'erosió del sòl que causa pèrdues en les terres agrícoles i residencials i les inundacions que són més importants a les ribes dels rius. Més actualment l'explotació del petroli i del gas ha agreujat els problemes ecològics i ha causat una greu pol·lució que ha causat la destrucció de la vida aquàtica la reducció de la producció agrària dels sòls.

## Història
L'estat del Delta es va constituir el 27 d'agost de 1991, quan va sorgir de l'antic estat de Bendel, la regió de Mid-Western de Nigèria. Fou creat després d'agitacions que demanaven diferents estats per a les regions dels urhobos i dels aniomes. L'estat fou creat per l'antic president, el general Ibrahim Babangida amb el nom actual, mentre que els aniomes proposaven que s'anomenés estat Anioma. Entre el 1963 i el 1976 va formar part de l'estat de Mid Western i entre el 1976 i el 1991, de l'estat de Bendel.

## Demografia
Segons el cens del 1952, l'estat del Delta tenia 883.651 habitants. Al cens de 1963 es van comptabilitzar 1.456.541 habitants i al de 1991 se'n van comptar 2.570.181 habitants.
S'han produït importants migracions internes que han afavorit el creixement de les regions d'Asaba, Aboh, Urhoo, Warri i Ijaw Occidental.
Les àrees de govern local més densament poblades són Uvwie, Udu, Bornadi, Warn South, Sapele i Ika South i les que tenen una densitat de població més baixa són Warri North, Warri South West, Ndokwa east i Burutu, que estan situades en zones pantanoses.

### Patrons d'assentament i urbanisme
Segons els censos de 1952, 1963 i 1991 a l'estat del Delta es poden trobar dos tipus d'assentaments: els que tenen menys de 20.000 habitants i els són més poblats. Aquests censos indiquen que la majoria de la població vivia en assentaments rurals, tot i que a partir del 1963 han emergit nous assentaments deguts a l'explotació petroliera que han fet augmentar la urbanització de la zona. Mentre que el 1952 només hi havia una ciutat de més de 20.000 habitants, el 1963 ja n'hi havia quatre (Ozoro, Asaba, Warri i Sapele. La ciutat que ha patit un creixement més important ha estat Warri, que és la capital regional dels camps petrolífers de la regió. El cens del 1991 ja ens dona la xifra de 16 centres urbans amb més de 20.000 habitants i ja ens dona una xifra de 858.655 persones que vivien en aquestes ciutats (mentre que el 1963 només hi havia 162.462 persones que vivien en ciutats).
Les ciutats més poblades segons el cens del 1991 eren Warri, Effurun, Sapele, Ughelli, Asaba i Agbor.

## Administració
El governador i cap executiu de l'estat del Delta des de 2007 és Emmanuel Uduaghan, del Partit Democràtic Popular. El 9 de novembre de 2010 va perdre el seu càrrec degut a irregularitats. Però va ser reelegit governador a l'abril de 2011. La cap de Justícia des de l'abril del 2003 és Rosaline Bozimo.
L'Estat del Delta té tres districtes senatorials (South, North i Central) i 25 Àrees de Govern Local. La població d'aquestes el 2006 era:
| Delta Central Senatorial District | 1,575,738 |  | Delta North Senatorial District | 1.229.074 |  | Delta South Senatorial District | 1,293,282 |
| --------------------------------- | --------- |  | ------------------------------- | --------- |  | ------------------------------- | --------- |
| Ethiope East                      | 200.792   |  | Aniocha North                   | 104.711   |  | Bomadi                          | 86.644    |
| Ethiope West                      | 203.592   |  | Aniocha South                   | 140.604   |  | Burutu                          | 209.666   |
| Okpe                              | 130.029   |  | Ika North East                  | 183.657   |  | Isoko North                     | 144.155   |
| Sapele                            | 171.888   |  | Ika South                       | 162.594   |  | Isoko South                     | 227.712   |
| Udu                               | 143.361   |  | Ndokwa East                     | 103.171   |  | Patani                          | 67.707    |
| Ughelli North                     | 321.028   |  | Ndokwa West                     | 149.325   |  | Warri North                     | 137.300   |
| Ughelli South                     | 213.576   |  | Oshimili North                  | 115.316   |  | Warri South                     | 303.417   |
| Uvwie                             | 191.472   |  | Oshimili South                  | 149.306   |  | Warri South West                | 116.681   |
|                                   |           |  | Ukwuani                         | 120.390   |  |                                 |           |

## Etnologia, llengües i patrimoni
L'estat del Delta és divers a nivell ètnic i lingüístic. Hi ha dos principals grups humans tenint en compte la llengua, la cultura i les relacions històriques. El primer és un sub-grup humà igbo que s'autodenomina com aniomes; aquests estan relacionats històricament amb els igbos del sud-est de Nigèria amb diferent intensitat. El segon grup humà són els grups humans urhobos, itsekiris, ijaws i isokos, que s'autodefineixen com a gent del delta. Aquests grups humans ocupen els districtes senatorials central i south de l'estat i parlen diferents llengües però tenen una cultura propera degut als segles de comerç i d'unions matrimonials molt anteriors a la colonització.
La majoria dels habitants de l'estat són cristians i hi ha una minoria que professa religions tradicionals.
Els diversos grups humans vesteixen de manera similar i tenen cultures semblants degut als seus avantpassats comuns. La música característica és una barreja de cants i percussions que marquen els passos de les danses. Entre les danses més importants hi ha la regatta, una dansa de canoes dels itsekiris, la dansa de la Mascarada UluOmi i les danses a la llum de la lluna d'Ika. També hi ha danses de batalla i rituals.

### Festes
Entre les festes més destacades hi ha els festivals OkereJuju (itsekiri), Ikenga i Ukunta (aboh), Iwuyi i Osoezi (Agbor), Aborebele Oge i Sogbein (Izon). Aquests festivals serveixen per honorar l'agricultura, purificar la ciutat i commemoren expedicions antigues o herois tribals.

### Artesanies i patrimoni
Entre les artesanies tradicionals dels pobles de l'estat del Delta hi destaquen escultures, teles teixides a mà, estovalles, cendrers i testos, entre d'altres. Entre els aliments manufacturats tradicionals destaquen alcohols destil·lats del vi de palma, oli i ràfia de palma.
Les màscares són un dels productes artístics més importants fets per les poblacions de l'estat del Delta.
L'estat del Delta té un Consell Estatal de les Arts i la Cultura que té l'objectiu de promoure, propagar i preservar l'herència cultural dels diversos grups humans presents a l'estat. A part de promoure festivals i publicacions, el consell té una companyia tradicional de danses i ha ajudat a diversos artistes guardonats com Bruce Onobrakpeya i Demas Nwoko.

## Economia

### Agricultura i pesca
A l'estat del Delta hi ha conreu per l'autoconsum i per a la producció industrial. Per l'autoconsum es cultiva arròs, nyam, cassava, fruites i vegetals (mango, pawpaw, pinya, banana, pebre i tomàquets) a la majoria del territori de l'estat menys els pantans de manglars i la zona costanera sorrenca. Els cultius industrials són de cautxú i oli de palma.
El cautxú és el principal producte que exporta l'estat i les seves principals zones de producció són a Ethiope, Okpe i Ughelli, que hi dediquen 61.200 hectàrees al seu cultiu. L'oli de palma és el segon producte més important que s'hi exporta i les seves principals zones de cultiu estan ubicades a les àrees de govern local d'Ethiope, Isoko, Ughelli, Ndokwa, Burutu i Bornadi. Hi ha projectes per a implementar una major productivitat en l'explotació d'aquestes dues matèries primeres.
A l'estat del Delta hi ha 74.910 hectàrees forestals.
Al sud i al sud-oest de l'estat la pesca és la principal ocupació dels seus habitants, ja que són zones de ribera. Aquesta es fa mitjançant mètodes tradicionals i moderns. A l'estat s'hi implementen programes per a augmentar la seva productivitat com granges de peixos (aquacultura), entre d'altres.

### Mineria
Excepte al nord-est de l'estat del Delta, en aquest hi ha moltes reserves de petroli i gas natural. S'hi extreu aquests dos productes, a més de lignit, diòxid de silici i argila. L'estat del Delta produeix el 29,98% del total del petroli de Nigèria. S'estima que les seves reserves són de més de 800 milions de metres cúbics.

### Energia
L'electricitat que consumeix l'estat es produeix en plantes tèrmiques localitzades a Ughelli que cremen petroli. També hi ha una estació hidroelèctrica a Sapele.

## Educació
El 1999 hi havia 1009 escoles primàries amb un total de 351.073 alumnes i 15.296 professors i 313 escoles d'ensenyament secundari amb 8.213 professors. També hi havia dos colleges de formació de professors i sis colleges tècnics. Les tres universitats d'estudis superiors són la Delta State University, el College of Education de Warri i el College of Education d'Agbor. A més a més, hi havia 378 escoles infantils i primàries privades.

### Universitats
- Federal University of Petroleum Resources a Effurun.[11]
- Delta State University.[12]
- Ogwashi-Uki Polytechnic, a Ogwashi-Uku.[13]
- Otefe oghara Polytechnic.[14]
- Western Delta University, d'Oghara.[15]
- College of Education (Agbor Campus, Warri Campus).
- Federal College of Education (Technical) d'Asaba.[16]
- Delta State Polytechnic, d'Ozoro.[17]
- Delta State College of Physical Education de Mosogar.
- College of Health Technology, d'Ughelli.[18]
- Petroleum Training Institution, d'Effurun.[19]
- Novena University, a Ogume.[20]

## Sanitat
El 1992 hi havia 26 hospitals que depenien del Delta State Hospital Management Board i el 1999 ja hi havia 35 hospitals a l'estat, entre els quals hi havia els quatre hospitals generals d'Asaba, Warri, Sapele i Agbor. Hi havia un hospital especialitzat en tuberculosi a Eku. A l'estat hi havia 1.407 llits hospitalaris. També hi ha 116 cases de maternitat governamentals i 255 centres de salut.

## Transport i comunicacions
A l'estat del Delta hi ha 653 km de carreteres de nivell A, 1.914,16 km de carreteres de nivell B i 1.192,65 km de carreteres de nivell C. Les primeres són les tres carreteres principals de l'estat i depenen del govern federal de Nigèria: de Warri a Benin City, de Warri a Port Harcourt i de Benin City a Agbor i Asaba.
Molt del transport de l'estat es fa per l'aigua, ja sigui per via fluvial o marítima. A la costa del l'estat hi ha sis ports: Warri, Sapele, Burutu, Koko, Escravos i Forcados. No hi ha cap aeroport públic però hi ha pistes aèries privades que són utilitzades per les companyies petrolieres.
A l'estat del Delta hi ha 21 oficines postals, a més de sub-oficines postals i de 100 agències postals. A nivell de telecomunicacions, està servida per les televisions nigerianes i rep tots els periòdics del país.

## Turisme
Les atraccions turístiques més destacades són el Palau del Cap Nana, a Koko i l'antic Palau de l'Olu a Warri, a Odelsekiri, a més del vall d'Iyada, a OgwashiUku i les fonts del riu Ethiope a Umuaja. Hi ha parcs recreatius a Ibusa i a les principals ciutats com Asaba, Warri, Sapele i Agbo.

## Esports
Hi ha nombrosos esportistes destacats que han nascut a l'estat del Delta. Els més destacats són els futbolistes Stephen Okechukwu Keshi, Sunday Oliseh, Agustine Okocha, Wilson Oruma, Duke udi, Efetobore Sodje, Nduka Ugbade i Peter Nnalue, entre d'altres.
L'equip del Delta van guanyar 108 medalles d'or en el Festival Nacional Esportiu "KADA 2009" que es va celebrar a l'estat de Kaduna.

## Personalitats notables
- Chico Ejiro, director de cinema i productor de cinema.
- Ngozi Okonjo-Iweala, política i economista, ministra de finances de Nigèria a partir del 2011 i entre el 2003 i 2006, antiga ministra d'afers exteriors entre el juny i l'agost de 2006 i Managing Director del Banc Mundial entre 2007 i 2011.[21]
- Ngozi Olejeme, política, empresària i filantrop.[22]
- Bruce Onobrakpeya, artista, pintor i escultor.[23]
- John Pepper Clark, novel·lista i poeta.
- Ben Okri, novel·lista i poeta.